# Beaulieu, Hampshire
Beaulieu /ˈbjuːli/ ⓘ là một ngôi làng nhỏ nằm ở rìa phía đông nam của vườn quốc gia New Forest ở Hampshire, Anh, có Beaulieu Palace House và Bảo tàng ô tô quốc gia Anh.

## Lịch sử

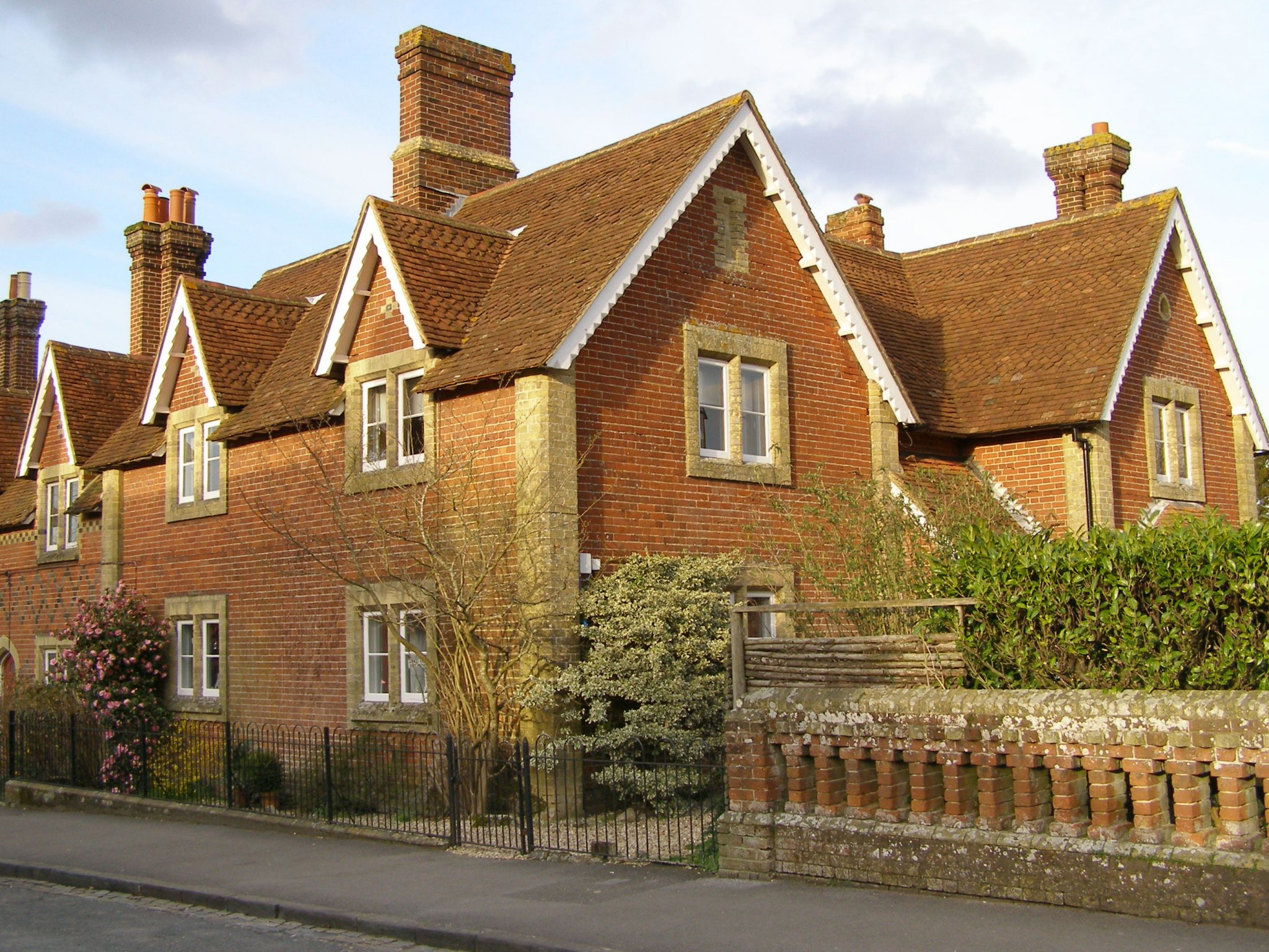
Buccleuch Cottages, phong cách kiến trúc tiêu biểu của làng Beaulieu

Làng Beaulieu phần lớn vẫn không bị hư hỏng vì sự phát triển, và là một điểm du khách ưa thích khi họ đến New Forest, và cũng là nơi cho những người quan sát chim tìm kiếm đặc sản địa phương như Sylvia undata, Pernis apivorus và Cắt Trung Quốc.